# Profilo di Burkert
Il profilo di Burkert è un profilo di densità per la materia oscura elaborato da Andreas Burkert (1995), egli ha cercato di trovare una legge di densità {\displaystyle \rho (r)}, in funzione del raggio dal centro della galassia, {\displaystyle r}, più adatta alle curve di rotazione di galassie nane osservate, queste ultime sono note per possedere un grande quantitativo di materia oscura. 
Il profilo di Burkert è una legge empirica che ricorda un alone pseudo-isotermico. A differenza dei profili CDM, ha un nucleo centrale ed è caratterizzato dal raggio del nucleo {\displaystyle r_{0}} e dalla densità centrale {\displaystyle \rho _{0}}.
{\displaystyle \rho (r)=\rho _{0}{\frac {r_{0}^{3}}{(r+r_{0})(r^{2}+r_{0}^{2})}}}
Con {\displaystyle r} si indica una distanza generica dal centro del nucleo.